# Gilgenberg am Weilhart
Gilgenberg am Weilhart ist eine Gemeinde in Oberösterreich im Bezirk Braunau am Inn im Innviertel mit 1327 Einwohnern (Stand 1. Jänner 2025). Umgangssprachlich wird der Ort meist Dilliberg genannt. Der zuständige Gerichtsbezirk ist der Gerichtsbezirk Braunau am Inn.

## Geografie
Gilgenberg am Weilhart liegt auf 466 m Höhe südöstlich des bayerischen Grenzorts Burghausen im oberösterreichischen Innviertel. Die Ausdehnung beträgt von Nord nach Süd 7,9 km, von West nach Ost 5,9 km. Die Gesamtfläche beträgt 26,6 km². 18 % der Fläche sind bewaldet, 77,4 % der Fläche sind landwirtschaftlich genutzt.

### Gemeindegliederung
Das Gemeindegebiet umfasst folgende 20 Ortschaften (in Klammern Einwohnerzahl Stand 1. Jänner 2025):
- Baumgarten (31)
- Bierberg (25)
- Bitzlthal (36)
- Dick (47)
- Gilgenberg am Weilhart (390)
- Gilgenberg Revier (138)
- Hinterklam (35)
- Hof (7)
- Hoißgassen (74)
- Hopfersbach (19)
- Hub (22)
- Lohnsberg (62)
- Mairhof (55)
- Reith (46)
- Röhrn (31)
- Ruderstallgassen (142)
- Schnellberg (53)
- Sterz (39)
- Weidenthal (35)
- Zeisberg (40)

Die Gemeinde besteht aus den Katastralgemeinden Gilgenberg, Mairhof und Ruderstallgassen.

### Nachbargemeinden
| Überackern   |                                             | Schwand im Innkreis |
| Hochburg-Ach | Kompassrose, die auf Nachbargemeinden zeigt | Handenberg          |
|              | Geretsberg                                  | Eggelsberg          |

## Geschichte
Die Besiedelung des Gilgenberger Gebietes reicht mindestens 2500 Jahre zurück. Die frühesten Funde werden der Hallstattkultur zugerechnet. Aus dieser Zeit stammen Hügelgräber und eine 1995 gefundene Schnabelkanne. Ein Gutshof aus der Römerzeit dürfte sich in der Nähe der hallstattzeitlichen Fundstellen befunden haben. Möglicherweise wurde die Besiedelung in der Völkerwanderungszeit unterbrochen.
Die Anfänge des heutigen Gilgenberg reichen bis ins 12. Jahrhundert zurück. Erstmals wird im Jahre 1195 die Kirche von Gilgenberg, die dem heiligen Ägidius geweiht ist, erwähnt. Die Eigennamen der ersten Dokumente verraten eine bajuwarische Bevölkerung. Lehnsherr war, nach dem Untergang der Grafen von Burghausen, der bayerische Herzog. Dessen Stellvertreter am Ort war der Rentmeister von Burghausen.
Seit Gründung des Herzogtums Bayern war der Ort bis 1779 bayrisch und kam nach dem Frieden von Teschen mit dem Innviertel (damals 'Innbaiern') zu Österreich. Während der Napoleonischen Kriege wieder kurz bayrisch, gehört er seit 1814 endgültig zu Oberösterreich. Nach dem Anschluss Österreichs an das Deutsche Reich am 13. März 1938 gehörte der Ort zum Gau Oberdonau. Nach 1945 erfolgte die Wiederherstellung Oberösterreichs.

## Kultur und Sehenswürdigkeiten

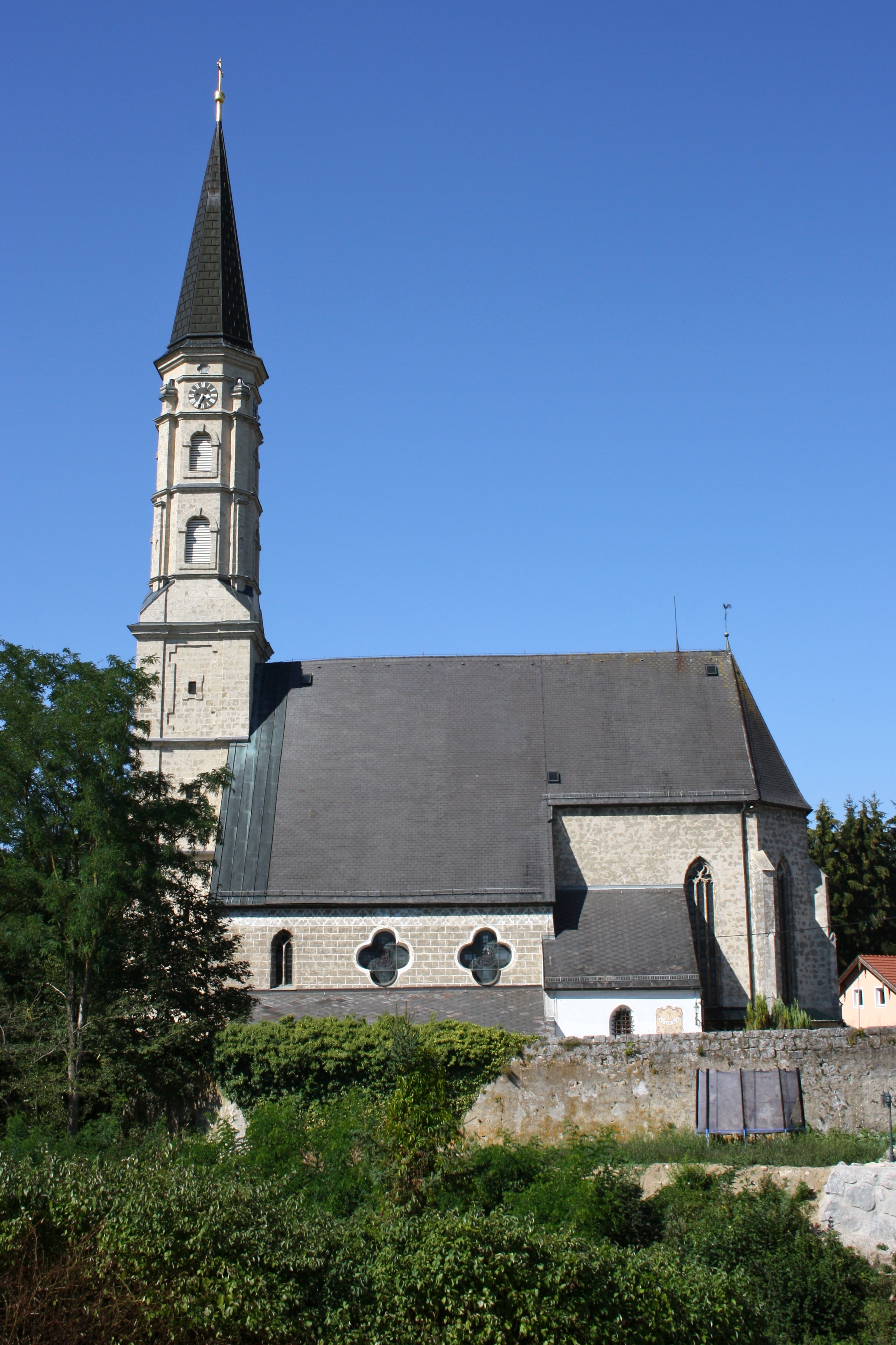
Pfarrkirche Gilgenberg

- Katholische Pfarrkirche Gilgenberg hl. Ägidius
- Helmbrechtsdenkmal
- Helmbrechtspfad
- Helmbrechtsbründl
- Helmbrechtshof
- Weißer Schacher
- Römerwanderweg

## Wirtschaft und Infrastruktur

### Öffentliche Einrichtungen
- Kindergarten
- Volksschule
- Pfarramt
- Freiwillige Feuerwehr
- Integrationsprojekt pro mente

### Ansässige Unternehmen
- HE-Technik Eisenführer
- Möbeltischlerei Alfred Sax
- Möbelhaus und Tischlerei Pemwieser
- RenoVit
- B&R Industrial Automation GmbH
- Neuberger Spenglerei-Dachdeckerei

### Vereine und Gemeinschaften
- Freiwillige Feuerwehr Gilgenberg
- Union Raiba Gilgenberg
- Union Stocksportverein Gilgenberg
- TC Gilgenberg
- Landjugend Gilgenberg
- MSC Gilgenberg
- Fischerrunde Gilgenberg
- Jagdgenossenschaft Gilgenberg
- Kameradschaftsbund Gilgenberg
- Musikkapelle Geisberger
- Weilhart Singers Gilgenberg
- Union Vorderladerschützen Gilgenberg
- Frauenbewegung Gilgenberg
- Goldhaubengruppe Gilgenberg
- Oldtimer Landmaschinenveteranenclub Gilgenberg

## Politik

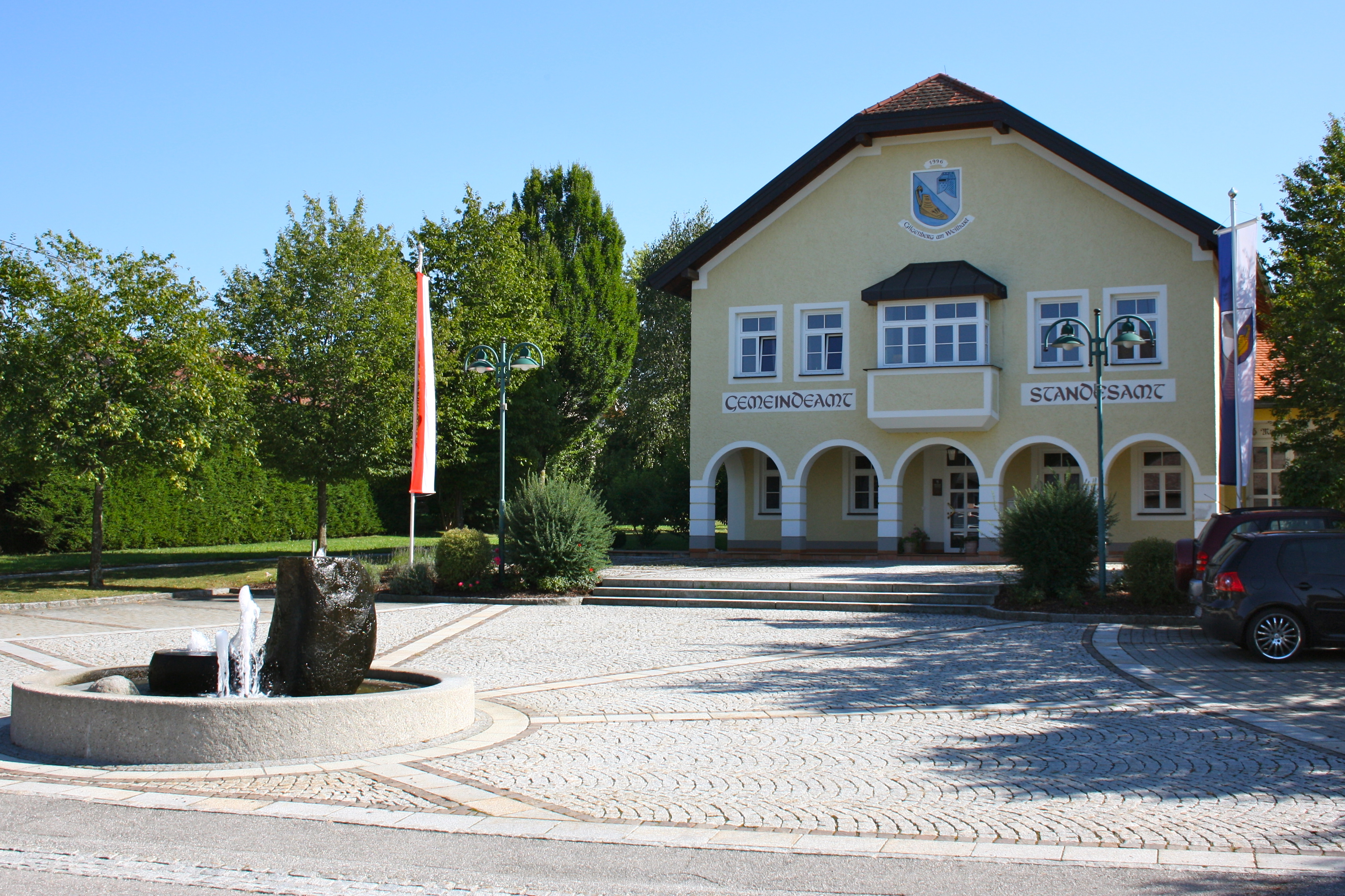
Gemeindeamt Gilgenberg am Weilhart

### Gemeinderat
Der Gemeinderat besteht aus 15 Mandataren.
| Partei   | 2021  | 2021    | 2015    | 2015    | 2009  | 2009    | 2003  | 2003    | 1997  | 1997    |
| Partei   | %     | Mandate | Prozent | Mandate | %     | Mandate | %     | Mandate | %     | Mandate |
| -------- | ----- | ------- | ------- | ------- | ----- | ------- | ----- | ------- | ----- | ------- |
| ÖVP      | 49,70 | 10      | 37,53   | 8       | 43,04 | 9       | 40,81 | 8       | 55,37 | 11      |
| SPÖ      | 7,56  | 1       | 7,88    | 1       | 6,39  | 1       | 6,69  | 1       | 7,65  | 1       |
| FPÖ      | 21,96 | 4       | 29,06   | 6       | 17,50 | 3       | 14,90 | 3       | 21,17 | 4       |
| Sonstige | 20,78 | 4       |         |         | 11,37 | 2       | 13,23 | 2       | 15,80 | 3       |
| Sonstige |       |         |         |         | 21,71 | 4       | 24,37 | 5       |       |         |

### Bürgermeister
Bürgermeister seit 1850 waren:
- 1850–1855 Josef Steiner
- 1855–1858 Mathäus Peterleitner
- 1858–1861 Andreas Huber
- 1861–1864 Johann Hartl
- 1864–1870 Johann Weilbuchner
- 1870–1874 Johann Stadler
- 1874–1876 Michael Braunsberger
- 1876–1879 Stefan Russinger
- 1879–1885 Josef Hirschlinger
- 1885–1894 Johann Emersberger
- 1894–1897 Mathias Wengler
- 1897–1900 Josef Hirschlinger
- 1900–1903 Josef Hartl
- 1903–1929 Franz Hartl
- 1929–1934 Josef Danner
- 1934–1942 Josef Hanföbl
- 1942–1945 Anton Leimsner
- 1945–1949 Johann Hangöbl
- 1949–1961 Josef Hartl
- 1961–1982 Josef Dicker
- 1982–2003 Franz Brunner
- 2003–2021 Franz Pemwieser (FWP)
- seit 2021 Christian Huber (ÖVP)[9]

### Wappen
Offizielle Beschreibung des Gemeindewappens: Schräg geteilt; oben in Silber ein blauer Topfhelm, unten in Blau ein goldener Bauernhut mit Feder. Die Gemeindefarben sind Weiß-Blau.
Das 1975 verliehene Gemeindewappen verweist mit der bäuerlichen und ritterlichen Kopfbedeckung auf die zwischen 1250 und 1280 von Wernher dem Gartenaere verfasste Versnovelle Meier Helmbrecht. Diese schildert die Entwicklung des Bauernsohnes Helmbrecht zum Raubritter und sein schreckliches Ende. Der Schauplatz der Handlung ist in einer Überlieferung das Gebiet des Weilhartsforstes, in Gilgenberg ist seit dem 14. Jahrhundert der „Helmbrechtshof“ nachweisbar.

## Persönlichkeiten

### Ehrenbürger der Gemeinde
- Franz Geisberger (1929–2022), Kirchenchorleiter, Organist und Komponist[11]
- Gottfried Gaisberger (* 1943), Kirchenchorleiter, Organist[12]

### Söhne und Töchter der Gemeinde
- Michael Huber (1866–1949), Priester und Politiker

### Mit der Gemeinde verbundene Persönlichkeiten
- Ferdinand Tiefnig (* 1965), Politiker, Mitglied des Gemeinderats von Gilgenberg am Weilhart